# The Secret War of Harry Frigg
The Secret War of Harry Frigg is een Amerikaanse oorlogskomedie uit 1967 met Paul Newman in de titelrol. De film werd geregisseerd door Jack Smight. 

## Verhaal
Tijdens de Tweede Wereldoorlog worden vijf geallieerde brigadegeneraals gevangen gehouden in de luxueuze villa van Contessa Francesca de Montefiore (Sylva Koscina) in Noord-Italië, waar ze bewaakt worden door kolonel Ferrucci (Vito Scotti). Omdat ze alle vijf dezelfde militaire rang hebben, is er geen hiërarchie in hun groep en, mede door de luxueuze omstandigheden waarin ze verblijven, komen ze niet aan een ontsnappingsplan toe. Om hen te bevrijden wordt de ruwe soldaat Harry Frigg (Paul Newman), een specialist in ontsnappen uit de militaire bak, tijdelijk bevorderd tot generaal-majoor, zodat hij hoger in rang is dan de generaals. Hij wordt geparachuteerd in Italië, laat zich gevangennemen en opsluiten in de villa.
In de villa leert Frigg de mooie Contessa leren, waardoor zijn interesse voor het ontsnappingsplan vermindert. Ze geeft hem lessen in wellevendheid, zodat hij geloofwaardiger wordt in zijn rol van generaal. Wanneer de Italianen capituleren en Duitse officieren de gevangenen naar een Duits kamp willen transporteren, stelt Frigg zijn ontsnappingsplan in werking. Hij slaagt erin om de gevangenen vrij te krijgen. Als beloning wordt Frigg bevorderd tot luitenant en krijgt hij het bevel over een militaire radiozender, die hij in het kasteel van de Contessa onderbrengt.

## Rolverdeling
| Acteur        | Personage                        |
| ------------- | -------------------------------- |
| Paul Newman   | soldaat Harry Frigg              |
| Sylva Koscina | Contessa Francesca de Montefiore |
| Andrew Duggan | Generaal Newton Armstrong        |
| Tom Bosley    | Generaal Roscoe Pennypacker      |
| John Williams | Generaal Francis Mayhew          |
| Charles Gray  | Generaal Adrian Cox-Roberts      |
| Vito Scotti   | Kolonel Enrico Ferrucci          |
| Jacques Roux  | Generaal André Rochambeau        |
| Werner Peters | Majoor von Steignitz             |